# Octobre 1885

## Événements
- Massacre de missionnaires anglicans au Bouganda (James Hannington est tué le 29 octobre). « Guerres de religion » entre catholiques, protestants et musulmans au Bouganda (1885-1892).

- 12 octobre : Liu Mingchuan devient le premier gouverneur de Taïwan (fin le 4 juin 1891), qui devient une province chinoise (ou 1887, fin en 1895).

- 22 octobre : début de la troisième guerre anglo-birmane. Ultimatum britannique au souverain de Haute-Birmanie après que celui-ci a confisqué les biens de la Bombay Birma Company. Les Français refusent leur aide aux Birmans.

## Naissances
- 7 octobre : Niels Bohr physicien danois († 18 novembre 1962).
- 11 octobre : François Mauriac, écrivain français († 1er septembre 1970).
- 23 octobre : Lawren Harris, artiste.

## Décès
- 9 octobre : Joseph Geefs, sculpteur belge (° 23 décembre 1808).
- 14 octobre : Thomas Davidson, paléontologue britannique (° 1817).
- 23 octobre : Phạm Thận Duật, mandarin ayu (° 1825).